# Silje Opseth
Silje Opseth (Hønefoss, 28 de abril de 1999) es una deportista noruega que compite en salto en esquí.
Ganó tres medallas en el Campeonato Mundial de Esquí Nórdico, en los años 2019 y 2021.
Participó en dos Juegos Olímpicos de Invierno, entre los años 2018 y 2022, ocupando el sexto lugar en Pekín 2022, en la prueba de trampolín normal individual.

## Palmarés internacional
| Campeonato Mundial | Campeonato Mundial    | Campeonato Mundial | Campeonato Mundial  |
| Año                | Lugar                 | Medalla            | Prueba              |
| ------------------ | --------------------- | ------------------ | ------------------- |
| 2019               | Seefeld (Austria)     | Medalla de bronce  | TN por equipo       |
| 2021               | Oberstdorf (Alemania) | Medalla de plata   | TN por equipo mixto |
| 2021               | Oberstdorf (Alemania) | Medalla de bronce  | TN por equipo       |